# Chánh An
Chánh An là một xã cũ thuộc huyện Mang Thít, tỉnh Vĩnh Long, Việt Nam.

## Địa lý
Xã Chánh An nằm ở phía đông huyện Mang Thít, có vị trí địa lý:
- Phía đông và nam giáp sông Mang Thít
- Phía tây giáp xã An Phước và thị trấn Cái Nhum
- Phía bắc giáp sông Cổ Chiên.

Xã Chánh An có diện tích 14,61 km², dân số năm 1999 là 7.886 người, mật độ dân số đạt 540 người/km².

## Hành chính
Xã Chánh An được chia thành 7 ấp: An Hòa, Mỹ Chánh, Mỹ Hạnh, Mỹ Long, Tân An, Tân Mỹ, Vàm Lịch.

## Lịch sử
Ngày 6 tháng 12 năm 2019, Hội đồng Nhân dân tỉnh Vĩnh Long ban hành Nghị quyết 228/NQ-HĐND về việc:
- Sáp nhập toàn bộ ấp An Hòa A và ấp An Hòa B vào ấp Chánh Hòa thành ấp An Hòa
- Sáp nhập toàn bộ ấp Tân An B vào ấp Tân Mỹ B thành ấp Tân An
- Sáp nhập toàn bộ ấp Tân An A vào ấp Tân Mỹ A thành ấp Tân Mỹ.